# Жан-Батист Гренуй
Жан-Батист Гренуй (фр. Jean-Baptiste Grenouille) — протагоніст роману Патріка Зюскінда «Парфуми», опублікованого в 1985 року та фільму «Парфумер: Історія одного вбивці» 2006 року.

## Походження імені
Мати Гренуя, яка працювала на рибному ринку, не дала йому імені і була страчена незабаром після його народження. Офіцер поліції Лафосс хотів спочатку віднести немовля Гренуя до притулку на вулиці Сент-Антуан, звідки дітей щодня відправляли до Руана, в державний приймач для підкидьків, але так як Гренуй не був хрещений, його здали в монастир Сен-Меррі, де він при хрещення одержавши ім'я Жан-Батист.

## Біографія
Жан-Батист народився біля рибної крамниці на вулиці О-Фер біля Кладовища Невинних в Парижі 17 липня 1738 року. Мати Гренуя, яка не збиралася залишати його в живих, незабаром була страчена на Гревській площі за багаторазове дітовбивство. Володіючи феноменальним нюхом, Гренуй, проте (або внаслідок чого), не має свого власного запаху, чим відштовхує від себе кількох годувальниць. Зрештою, його постановили виховати за рахунок монастиря Сен-Меррі. З цією метою його віддали годувальниці Жанні Бюссі, яка проживала на вулиці Сен-Дені, запропонувавши для оплати 3 франки на тиждень. Однак через кілька тижнів Жанна Бюссі з'явилася біля воріт монастиря і заявила отцю Терр'є (п'ятдесятирічному чернецю), що більше не збирається залишати його у себе, тому що немовля не пахне. Між патером Терр'є і годувальницею стався неприємний діалог, в результаті якого Жанна Бюссі була звільнена.

«…Ви можете пояснити це як завгодно, святий отче, але я, — і вона рішуче схрестила руки на грудях і з такою огидою подивилася на кошик біля ніг, немов там сиділа жаба, — я, Жанна Бюссі, більше не візьму це до себе!
<…>
- Ну ну. Будь по-твоєму, — сказав Террі і прибрав палець з-під носа. — … Я констатую, що ти відмовляєшся з якихось причин надалі годувати грудьми довіреного мені немовля Жана-Батиста Гренуя і зараз повертаєш його тимчасовому опікунові — монастирю Сен-Меррі. Я знаходжу це прикрим, але, мабуть, не можу нічого змінити. ти звільнена.»
— Патрик Зюскінд. Парфуми
Забравши дитину собі, патер Терр'є спочатку обурився невдоволенням годувальниці і розчулювався наданим йому дитям: він навіть почав уявляти себе батьком цієї дитини, нібито він не чернець, а звичайний обиватель, що одружився з жінкою, яка народила від нього сина. Але приємна фантазія закінчилася, коли Жан-Батист прокинувся: дитина почала обнюхувати Терр'є, і останнього це привело в жах, бо йому здалося, що немовля роздягнуло його догола, пронюхало про нього все і знає всі його таємниці.

«Дитина, що не мала запаху, безсоромно його обнюхувала, ось що. Дитина його чула! І раптом Террі здалося, що він смердить — потім і оцтом, кислою капустою і непраною сукнею. Здався собі голим і потворним, ніби на нього дивилися хтось, що нічим себе не видав. Здавалося, він пронюхував його навіть крізь шкіру, проникаючи всередину, у глиб. Найніжніші почуття, найбрудніші думки оголювалися перед цим маленьким жадібним носом, який навіть ще і не був справжнім носом, а всього лише якимсь горбком, що ритмічно морщиться, і тремтячим крихітним дірчастим органом. Террі відчув озноб. Його нудило. Тепер і він теж смикнув носом, немов перед ним було щось таке, що погано пахне, з чим він не хотів мати справи. Прощай, ілюзія про батька, сина і пахучу матір. Немов обірваний м'який шлейф ласкавих думок, який він нафантазував навколо самого себе і цю дитину: чужа, холодна істота лежала на його колінах, ворожа тварина, і якби не самовладання і богобоязливість, якби не розумний погляд на речі, властивий характеру Террі, він би в припадку відрази струсив його з себе як якогось павука.»
— Патрик Зюскінд. Парфуми
Внаслідок цього, Терр'є вирішив позбутися дитини, відправивши його якнайдалі, щоб той не зміг до нього дістатися. У ту ж хвилину він кинувся в передмістя Сент-Антуан і віддав дитину мадам Гайар, яка брала будь-яких дітей, аби їй платили.
У мадам Гайар Гренуй прожив до 1747 року, коли йому виповнилося вісім років. За цей час він пережив «кір, дизентерію, вітряну віспу, холеру, падіння до колодязя шестиметрової глибини і опіки від окропу, яким ошпарив собі груди». Іншим дітям Гренуй вселяв неусвідомлений жах, вони навіть намагалися його вбити, але він виживав.
У трирічному віці він тільки встав на ноги, в чотири вимовив перше слово — «риби». У шість років він знав на запах все своє оточення.
В результаті недбалого відвідування парафіяльної школи при церкві Нотр-Дам-де-Бон-Секур він навчився трохи читати і писати своє ім'я.
Нюх Гренуя дозволяв відшукати йому будь-яку річ: так він міг піти вночі до підвалу і принести необхідне або до сараю за дровами і при цьому не користуватися ліхтарем. Мадам Гайар вирішила, що у хлопчика є друге лице «а оскільки вона знала, що лукаві приносять нещастя і смерть, їй стало моторошно».
Щоб позбутися хлопчика, вона віддала його знайомому шкірянику Грималю на вулиці Мортельрі, якому потрібна була робоча сила. У нього Гренуй працював слухняно і покірно. Через рік він захворів на сибірку, але незабаром одужав (зазвичай працівники від цієї хвороби вмирали). У Гренуя, що мав імунітет до сибірської виразки, підвищилася вартість роботи.
До дванадцяти років Гренуя стали звільняти від роботи на півдня по неділях, а до тринадцяти йому дозволялося виходити з дому на годину після обіду і в будні дні. Завдяки цьому він став вибиратися в місто і вивчати нові, невідомі йому запахи.
1 вересня 1753 року, в річницю сходження на престол короля, у Парижі влаштували феєрверк на Королівському мосту. У плані запахів цей захід Греную нічого не дав нового, і він збирався вже покинути його, як раптом вловив дуже тонкий запах.

«…Він уже зібрався покинути цей нудний захід, щоб, тримаючись уздовж галереї Лувру, попрямувати додому, але тут вітер щось доніс до нього, щось крихітне, ледве помітне, обривок, атом ніжного запаху — немає, ще того менше: це було скоріше передчуття, ніж дійсний запах, і одночасно впевнений здогад, що нічого подібного він ніколи не чув»
— Патрик Зюскінд. Парфуми
Цей аромат його полонив.

«…У нього з'явилося неясне відчуття, що цей аромат — ключ до порядку всіх інших ароматів, що не можна нічого зрозуміти в запахах, якщо не зрозуміти цього єдиного, і він, Гренуй, дарма проживе життя, якщо йому не вдасться оволодіти ним. Він повинен дістати його не просто для того, щоб вгамувати спрагу володіння, але заради спокою свого серця.
Йому мало не стало погано від збудження»
— Патрик Зюскінд. Парфуми
Дійшовши до вулиці Маре, повернувши в провулок і пройшовши через арку, він побачив руду дівчину, яка чистила мірабель — від неї і виходив цей аромат. Наблизившись до неї ззаду, він задушив її. Потім зняв з неї сукню і ввібрав в себе весь її аромат.
Повернувшись непоміченим додому в свою комору, він зрозумів, що він — геній, і що його завдання стати найбільшим парфумером. Тієї ж ночі він почав класифікувати запахи.